# Río Tercero (vattendrag i Argentina, Córdoba, lat -32,91, long -62,32)
Río Tercero är ett vattendrag i Argentina.   Det ligger i provinsen Córdoba, i den centrala delen av landet, 400 km nordväst om huvudstaden Buenos Aires.
Omgivningen kring Río Tercero består till största delen av jordbruksmark. Området är  glesbefolkat, med 10 invånare per kvadratkilometer.